# Surinaamse cinema

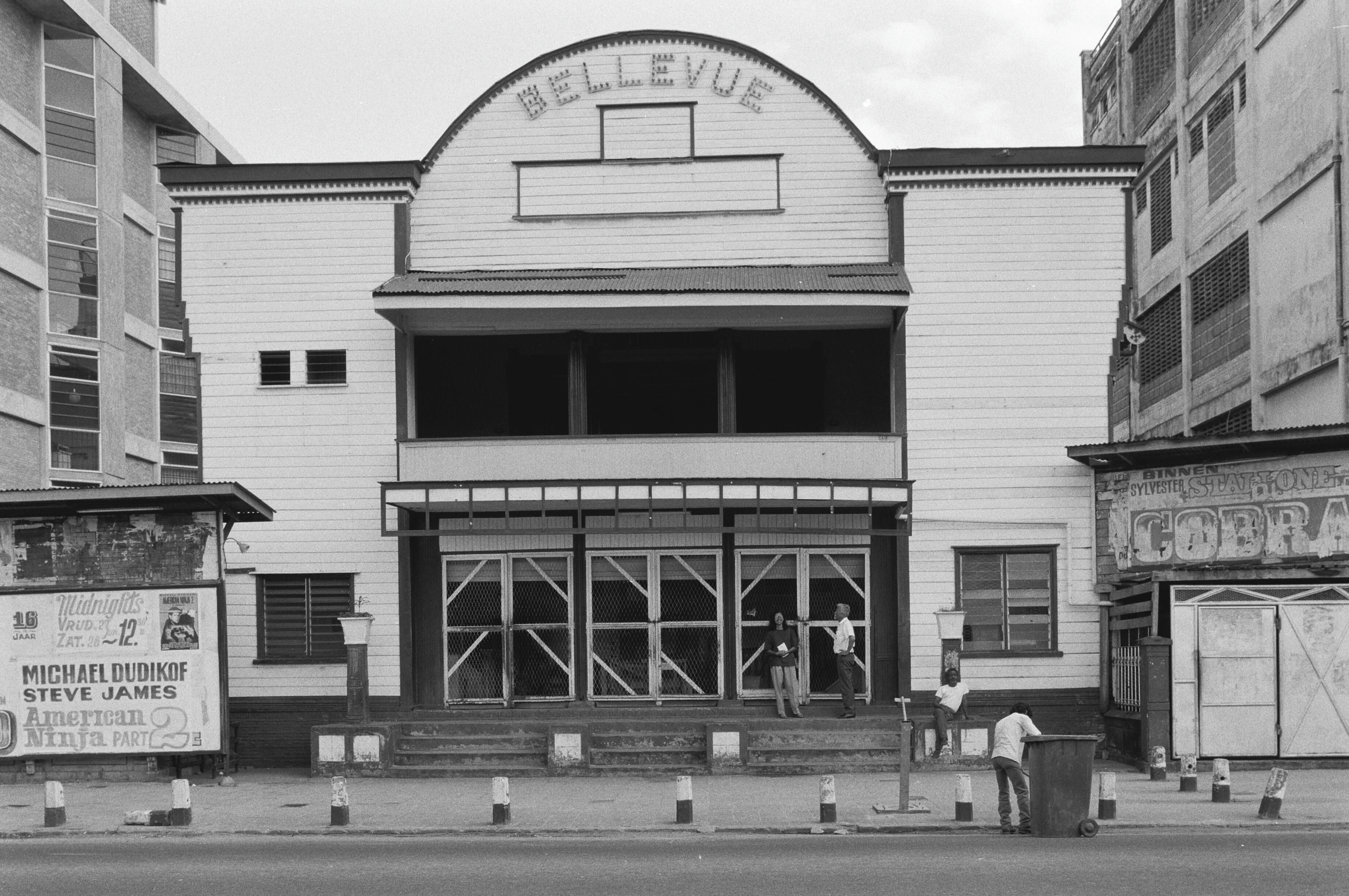
Bioscoop Bellevue, jaren lang een van de drie bioscopen in Paramaribo.

De Surinaamse cinema staat te boek als een zeer magere filmindustrie. Sinds de afscheiding van Nederland (als voormalig kolonie) in 1975 komen de meeste speelfilms tot op heden tot stand met behulp van Nederlands-Amerikaanse financiers en donaties. Sinds de opkomst van het internet eind jaren 90 (1990-1999) kwamen er ook veel amateur films op video, dvd en de streamingdiensten terecht.
Sinds 2002 organiseert The Back Lot diverse filmfestivals in Suriname. In april verschijnt jaarlijks het Internationaal Speelfilm Festival (IFFR Flies Paramaribo) en in december vindt het Internationale Documentaire Festival (IDFA FLies Tropics) plaats. Sinds 2016 wordt er jaarlijks ook het "Chineese filmfestval gehouden in Paramaribo. De Bioscoop Tower (1948-1998), Thalia Theater, Star Theater, Luxor Theater en het Bellevue Theater waren in Paramaribo jaren lang het adres voor de nieuwste bioscoopfilms.

## Eerste films
Sinds de jaren 30 (1930-1939) ontstond er een export markt van Hindoestaanse films, deze mochten alleen gezien worden door Hindoestaanse Surinamers en andere bevolking groepen werden geweerd van deze voorstellingen. Toen de film "Purab Aur Paschim" (1970) uitkwam ontstond er zelfs onrust onder de bevolking die de film wilde zien, daarna ging de markt van Amerikaanse exportfilms snel open.
De eerste bekend film over Suriname was de documentaire "Faja Lobbi" uit 1960 van Herman van der Horst, die het binnenland en haar diverse bevolking groepen laat zien. In 1974 verscheen de speelfilm "Operation Makonaima" een Amerikaanse productie die zich grotendeels in Suriname afspeelt, geregisseerd door Ramdjan Abdoelrahman, het zelfde jaar kwam ook de film "Dakota" van Wim Verstappen uit, waarbij een vliegtuig een risicovolle landing moet maken in de jungle. In 1976 kwam Pim de la Parra met "Wan Pipel", de film wordt tot op heden als symbol van de afscheiding van Nederland gezien en elk jaar op Onafhankelijkheidsdag vertoont op nationale televisie.
Na de eerste professionele films verschenen er in jaren 80 en 90 geen serieuze Surinaamse films. Halverwege de jaren 90 kwam na ruim 20 jaar wat semi-amateur-films uit zoals Mister Drunkard (1996) van Louis Vismale en Romeo Starke en in 1998 de luchtige komedie Gespannen Borsten van John Slagveer, allen waren geen of no-budget films. In 2001 was er "Mustafa" van Nizamali Ozir over een gelukkig gezin dat opeens hun vader verliest. De telefilm producties "Paramaribo Papers" (2002) en "Bolletjes Blues" (2006) spelen zich ook in Suriname af, met als thema's corruptie en drugs. In 2004 verscheen de goed ontvangen documentaire "Het Surinaamse Legioen" van Hans Heijnen en ook "Madame Jeanette" (2004) van Paula van der Oest, de film speelt zich af in Amsterdam maar volgt de problematiek tussen de Surinaamse families van Creoolse en Hindoestaanse afkomst. De eerste jeugdfilm "Sjommie" (2004) verscheen van Ruby Pocorni met in de hoofdrollen Diego Nurse en Xavier Rijger. In 2006 verscheen de eerste film die afkomstig was van de opgerichte Surinaamse Film Academie, getiteld "Het geheim van de Saramacca rivier". De kleinschalige Amerikaanse productie "Let each one go where he may" (2009) van Ben Russel, volgt het verhaal van twee mannen die vanuit de stad de jungle intrekt.
Jean van de Velde komt in 2013 met "Hoe duur was de suiker" naar het boek van Cynthia MacLeod, over het Suriname in de 18e eeuw en de band tussen twee halfzussen tijdens de slavernij. De korte film "Suriname Gold" (2014) van de Braziliaan Paolo Testolini werd internationaal goed ontvangen. "Lobi Singi" (2015) van Suleigha Winkel, verteld over een jongeman die zijn geliefde volgt naar Suriname. "Tuintje in mijn hart" (2017) van Marc Waltman is een luchtige komedie over twee halfbroers, "Sing Song" (2017) van Mischa Kamp is een muzikale jeugdfilm. De low-budget-horrorfilm "All Alone" (2018) van regisseur Sasra werd voor een bedrag van 6000 dollar gemaakt.

## Video & streaming
Sinds de opkomst van video, dvd en streamingdiensten is er in Suriname op amateur en artistiek niveau een succesvolle filmmarkt ontstaan. Zo zijn er al drie vervolgen verschenen van de komedie "Gespannen Borsten" van John Slagveer en de reeds uitgebrachte films getiteld "Suriname" (2011) van Kitty Guicherit-van Dijk, "Dirty Money" (2016) van H. van Hetten, "Djakata" (2015), "Welles" (2017) en "Wiren" (2018) van Ivan Tai-Apin zijn goed ontvangen films op streamingdiensten en werden vertoont op diverse filmfestivals in de wereld. "Kodjo en Mofina" is een geplande film over de Surinaamse slavernij.

## Bekende regisseurs & acteurs
- Pim de la Parra
- Ramdjan Abdoelrahman
- Frank Zichem
- Marianne Cornet
- Hilkia Lobman

- Diana Gangaram Panday
- Borger Breeveld
- Manoushka Zeegelaar Breeveld
- Kenneth Herdigein
- Jetty Mathurin

- Sharda Ganga
- Cindy Kerseborn
- Ivan Tai-Apin
- Ruby Pocorni
- Kavita Ramphal